# WikiReader
WikiReader és un dispositiu mòbil pensat per llegir l'enciclopèdia Viquipèdia fora de línia. Està creat amb codi obert pel projecte Openmoko, de Taiwan.
Es va llançar a la venda l'octubre del 2009 per 99 dòlars, amb la versió de la Viquipèdia en anglès, i l'agost del 2010 estava disponible en quinze llengües. Les actualitzacions dels articles de l'enciclopèdia es fan semestralment amb una targeta de memòria MicroSD o bé en línia.
El dispositiu incorpora mecanismes de control parental, una calculadora bàsica i un interpretador per programes escrits en Forth.

## Especificacions

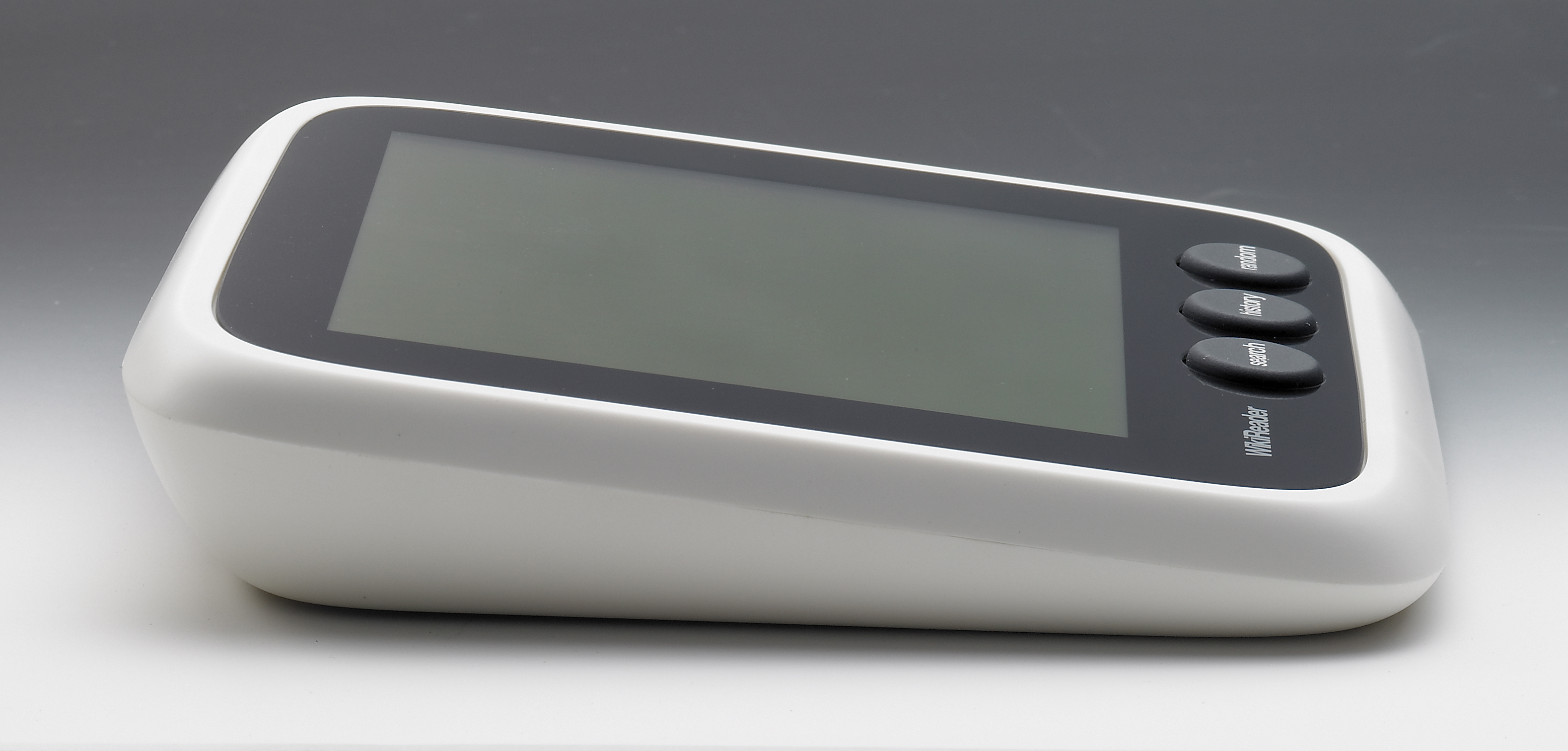
WikiReader vist de perfil

- Pantalla de cristall líquid de 3,5" en blanc i negre, resistent a rascades, amb resolució de 240 x 208 píxels.[6]
- Interfície de pantalla tàctil amb teclat virtual i tres botons («search», «history», «random»).[7]
- CPU: microcontrolador Epson S1C33 E07 amb memòria interna de 8 Kb + 2 Kb. Microprogramari en memòria flaix de 64 KB.
- Memòria: 32 MB SDRAM. Emmagatzematge en targeta microSD de 4 GB a 16 GB.[8]
- Format natiu de fitxers amb un convertidor del format d'exportació XML de MediaWiki.
- Dimensions: 10 x 10 x 2 cm i 120 g.[6]
- Llengües: alemany, anglès, castellà, danès, finlandès, francès, gal·lès, grec, hongarès, japonès, neerlandès, noruec, portuguès, rus i xinès.
- Alimentació amb dues piles AAA amb una durada de 90 hores, equivalents a un any d'ús normal segons el distribuïdor.[7]

## Limitacions

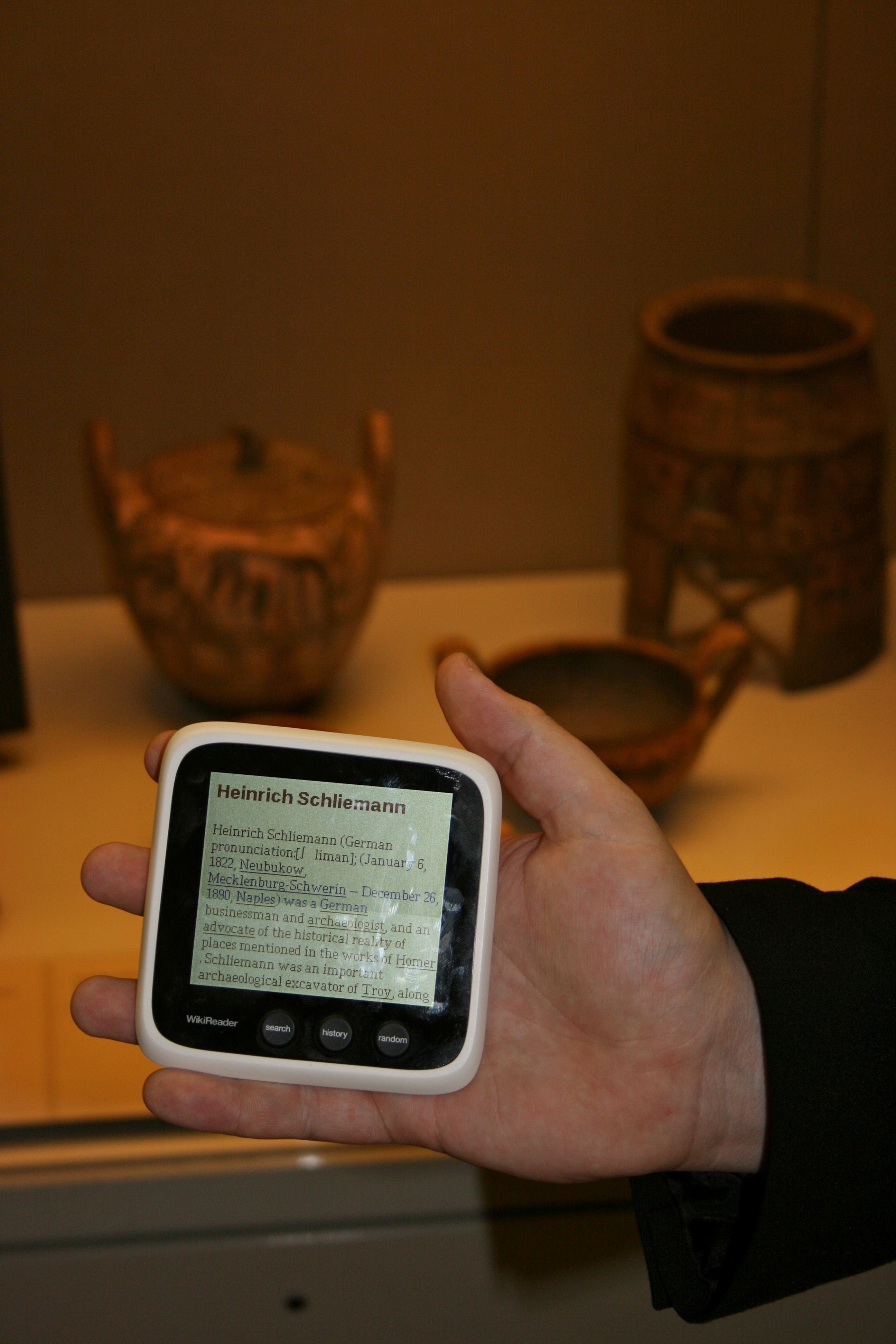
WikiReader ofert com a guia en el Museu Britànic

- La pantalla només és de text en blanc i negre i no mostra les imatges.
- No mostra el text inclòs en formats especials: dins d'una taula o en notes o referències a peu de pàgina.[9]
- No mostra alguns caràcters especials codificats en HTML, ni les fórmules matemàtiques codificades en LaTeX
- La funció de cerca del Wikireader és simple. Només cerca en els títols dels articles i no existeix la funció de cerca en el text. La cerca és incremental sense la possibilitat d'usar comodins.